# 1856 in Zwitserland

Kaart van Zwitserland uit 1856.

Dit artikel beschrijft het verloop van 1856 in Zwitserland.

## Ambtsbekleders
De Bondsraad was in 1856 samengesteld als volgt:
| Naam | Naam                         | Partij    | Kanton       | Functie                                                                    |
| ---- | ---------------------------- | --------- | ------------ | -------------------------------------------------------------------------- |
|      | Jakob Stämpfli               | radicalen | Bern         | Bondspresident in 1856; hoofd van het Departement van Politieke Zaken      |
|      | Constant Fornerod            | radicalen | Vaud         | Vicebondspresident in 1856, hoofd van het Departement van Handel en Douane |
|      | Stefano Franscini            | radicalen | Ticino       | Hoofd van het Departement van Binnenlandse Zaken                           |
|      | Friedrich Frey-Herosé        | radicalen | Aargau       | Hoofd van het Departement van Militaire Zaken                              |
|      | Jonas Furrer                 | radicalen | Zürich       | Hoofd van het Departement van Justitie en Politie                          |
|      | Melchior Josef Martin Knüsel | radicalen | Luzern       | Hoofd van het Departement van Financiën                                    |
|      | Wilhelm Matthias Naeff       | radicalen | Sankt Gallen | Hoofd van het Departement van Posterijen en Constructie                    |

De Bondsvergadering werd voorgezeten door:
| Naam | Naam                | Partij    | Kanton    | Functie                                                           |
| ---- | ------------------- | --------- | --------- | ----------------------------------------------------------------- |
|      | Friedrich Siegfried | radicalen | Aargau    | Voorzitter van de Nationale Raad (21 januari tot 7 februari 1856) |
|      | Jules Martin        | radicalen | Vaud      | Voorzitter van de Nationale Raad (7 juli tot 27 september 1856)   |
|      | Alfred Escher       | radicalen | Vaud      | Voorzitter van de Nationale Raad (vanaf 27 december 1856)         |
|      | Aimé Humbert-Droz   | radicalen | Neuchâtel | Voorzitter van de Kantonsraad (21 januari tot 7 februari 1856)    |
|      | Jakob Dubs          | radicalen | Zürich    | Voorzitter van de Kantonsraad (7 juli tot 27 september 1856)      |
|      | François Briatte    | radicalen | Vaud      | Voorzitter van de Kantonsraad (vanaf 27 december 1856)            |

## Gebeurtenissen

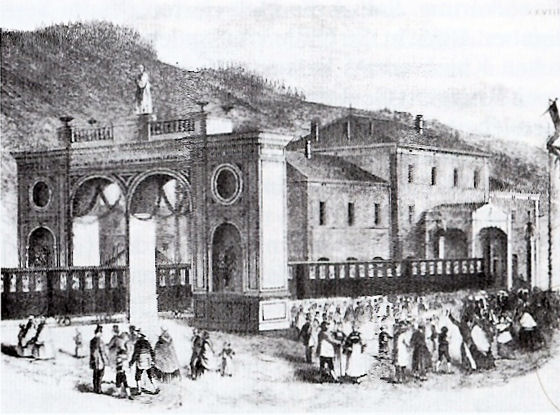
Het in 1856 geopende station van Sankt Gallen.

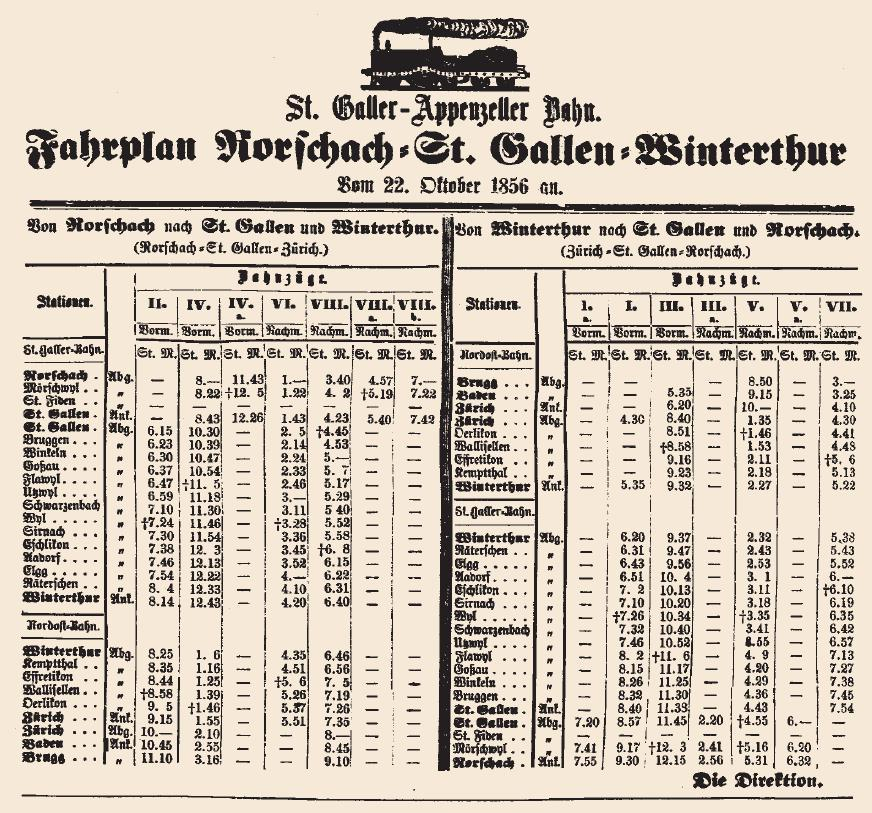
Uurroosters voor de treinen van de St. Gallisch-Appenzellische Eisenbahn uit 1856.

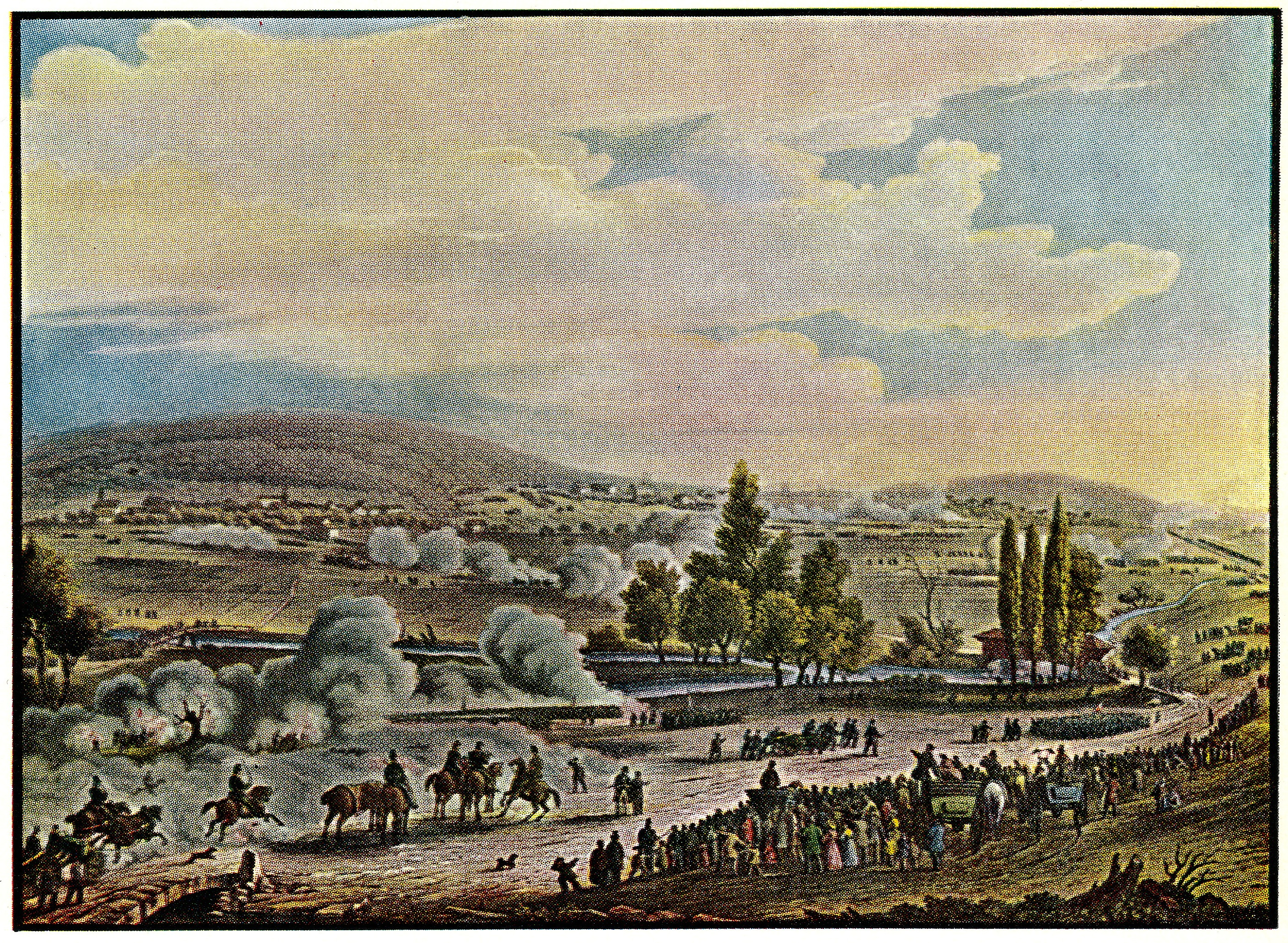
De kadetten van Schwamendingen houden op 4 september 1856 veldmanoeuvres in Oerlikon.

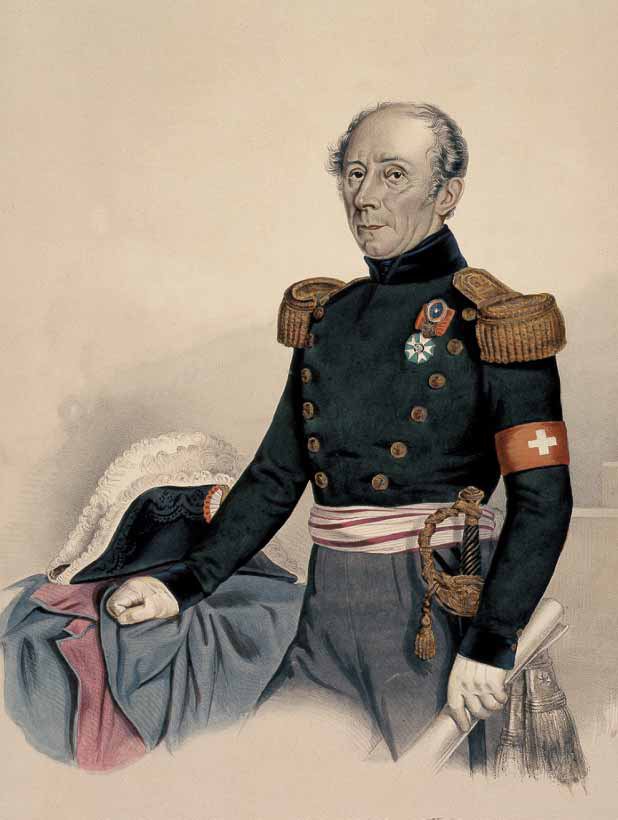
Guillaume Henri Dufour.

- In Neuchâtel wordt het horlogemerk Ernest Borel opgericht.
- De Zwitserse bioloog Carl Meissner ontdekt de Conospermum mitchellii.
- Zwitserland opent een consulaat in Melbourne, in Australië.
- Arnold Escher von der Linth gaat aan de slag als hoogleraar aan de Federale Polytechnische Hogeschool van Zürich.
- De Schweizerische Südostbahn neemt de spoorlijn Chur - Rorschach in dienst. Deze lijn noemt men ook wel de Rheintallinie.

### Januari
- 1 januari: Jakob Stämpfli vat zijn eerste mandaat aan als bondspresident van Zwitserland op 35-jarige leeftijd. Daarmee is hij de jongste bondspresident uit de Zwitserse geschiedenis.

### Maart
- 24 maart: Op paasmaandag vindt in Sankt Gallen de plechtige opening plaats van het nieuwe station van Sankt Gallen.

### Juni
- 9 juni: De spoorlijn Olten - Aarau, het eerste deel van de spoorlijn Olten - Lausanne, ook de Mittellandlinie genoemd, wordt opengesteld. De lijn wordt uitgebaat door de Schweizerische Centralbahn.

### Juli
- 1 juli: De Universitaire Ziekenhuizen van Genève vangen voor het eerst patiënten op.
- 1 juli: In La Chaux-de-Fonds (kanton Neuchâtel) verschijnt de eerste uitgave van het dagblad National Suisse.
- 6 juli: Alfred Escher, een Zürichs zakenman, spoorwegenpionier en lid van de Nationale Raad, richt de Schweizerische Kreditanstalt op, het latere Credit Suisse, als investeringsvehikel voor de financiering van private spoorwegprojecten.

### Augustus
- 1 augustus: De Glatthalbahn neemt de spoorlijn Wallisellen - Rapperswil, de zogenaamde Glatttallinie, in dienst.

### September
- 3 september: In het kanton Neuchâtel breekt een monarchistische opstand uit. De monarchisten nemen het Kasteel van Neuchâtel in en houden vier staatsraden gevangen. Onder leiding van Ami Girard weten republikeinsgezinden het kasteel te heroveren en meer dan 500 monarchisten gevangen te nemen. De staatsraden worden bevrijd. Hiermee breekt de Neuchâtelcrisis uit, die de komende maanden voor beroering zou zorgen in Zwitserland en het land op de rand van een oorlog met Pruisen zou brengen. Hoewel het kanton Neuchâtel sinds de republikeinse revolutie van 1848 een kanton en republiek is, heeft de Pruisische koning Frederik Willem IV van Pruisen deze situatie immers nooit erkend. De opstand kostte 8 mensen het leven. Er geraakten 26 mensen gewond en 667 monarchisten werden gevangen genomen.
- 30 september: De Schweizerische Nordostbahn opent de spoorlijn tussen Baden en Brugg, het eerste onderdeel van de spoorlijn Baden - Aarau. Het traject van Brugg naar Aarau zou openen in mei 1858.

### Oktober
- 25 oktober: De St. Gallisch-Appenzellische Eisenbahn opent de spoorlijn Rorschach - Sankt Gallen.

### November
- 7 november: Josef Girard en Urs Schild richten in Grenchen (kanton Solothurn) het horlogemerk Eterna op.

### December
- 13 december: Pruisen verbreekt de diplomatieke betrekkingen met Zwitserland.
- 18 december: De eerste gasverlichting doet zijn intrede in de straten van Zürich.
- 20 december: De Bondsvergadering stelt twee divisies in om de Pruisische dreiging op Neuchâtel het hoofd te bieden.
- 27 december: De Bondsvergadering benoemt Guillaume Henri Dufour tot generaal en opperbevelhebber van de Zwitserse troepen en belast hem met de opdracht om de Zwitserse grenzen aan de Rijn te verdedigen tegen de Pruisische dreiging op Neuchâtel. Enkele dagen later, op 2 januari 1857, zou Zwitserland 150.000 manschappen mobiliseren.

## Geboren
- Alfred Bertrand, geograaf (overl. 1924)
- Henri Fivaz, architect (overl. 1933)
- Leopold Rütimeyer, medicus en etnograaf (overl. 1932)
- Jakob Ziegler, kunstschilder en illustrator (geb. 1823)
- 8 januari: Adrien Peyrot, architect (overl. 1918)
- 12 januari: Albert Locher, politicus (overl. 1917)
- 22 februari: Henri Secretan, arts en chirurg (overl. 1916)
- 29 februari: Sophie Arnold-Zurbrügg, arbeidersactiviste, feministe en politica (overl. 1939)
- 7 maart: Engelbert Arnold, ingenieur (overl. 1911)
- 8 maart: Giovanni Luzzi, geestelijke (overl. 1948)
- 21 maart: Martin Gamma, politicus (overl. 1937)
- 22 maart: Louis Bourget, medicus en apotheker (overl. 1913)
- 29 maart: Felix von Schumacher, ingenieur en politicus (overl. 1916)
- 30 maart: Eduard Holinger, politicus (overl. 1895)
- 4 april: Karl Bohny, militair medicus en kolonel (overl. 1928)
- 7 april: Christian Ferdinand Schiess, Zwitsers militair in Britse dienst (overl. 1884)
- 5 mei: Louis Dunki, kunstschilder en illustrator (overl. 1915)
- 15 mei: Matthias Zurbriggen, alpinist (overl. 1917)
- 18 mei: Antonio Chiattone, beeldhouwer (overl. 1904)
- 23 mei: Hermann Sahli, medicus (overl. 1933)
- 7 juni: Francis Isoz, architect (overl. 1910)
- 7 juni: Victor Attinger, uitgever (overl. 1927)
- 25 juni: Oscar Waldmann, beeldhouwer (overl. 1937)
- 27 juni: Karl Emil Wild, politicus (overl. 1923)
- 29 juni: Heinrich David, politicus en vicebondskanselier (overl. 1935)
- 4 juli: Ludwig von Kalbermatten, politicus (overl. 1896)
- 7 juli: Louis Villard, architect (overl. 1937)
- 11 juli: Maurice-Eugène Filliez, politicus (geb. 1811)
- 22 juli: Dietrich Schindler-Huber, industrieel (overl. 1936)
- 6 augustus: Adèle Huguenin, schrijfster (overl. 1933)
- 6 augustus: Otto Rietmann, fotograaf (overl. 1942)
- 13 augustus: Gustav Kispert, kunstschilder (overl. 1887)
- 10 september: Georges Python, advocaat, rechter, bestuurder, docent en politicus (overl. 1927)
- 13 september: Ernst Otto Leuenberger, kunstschilder (overl. 1937)
- 13 september: Jakob Ulrich, filoloog (overl. 1906)
- 15 september: Otto Fahrni, kunstschilder (overl. 1887)
- 19 september: Luca Gerosa, schrijver (overl. 1920)
- 29 september: Alcide Dubois, horlogemaker (overl. 1912)
- 7 oktober: Ida Barell, etnologe (overl. 1927)
- 17 oktober: Alexander Tschirch, apotheker (overl. 1939)
- 25 oktober: Fritz Barth, theoloog (overl. 1912)
- 5 november: Carl Koechlin, politicus en officier (overl. 1914)
- 19 november: Rudolf Fisch, missie-arts (overl. 1946)
- 28 november: Rudolf Kunz, officier (overl. 1930)
- 6 december: Louise-Catherine Breslau, Duits-Zwitsers kunstschilderes, lithografe en pasteltekenares (overl. 1927)
- 6 december: Émile Gaudard, jurist en politicus (overl. 1941)
- 9 december: Ernst Brenner, politicus en lid van de Bondsraad (overl. 1911)
- 11 december: Paul Sarasin, natuuronderzoeker en natuurbeschermer (overl. 1929)
- 24 december: Jakob Heinrich Meyer, architect (overl. 1930)

## Overleden
- Enriqueta Favez, arts (geb. 1791)
- Georg Christoph Friedrich Oberkogler, graveur en lithograaf (geb. 1774)
- Charles Rodolphe Weibel-Comtesse, kunstschilder en lithograaf (geb. 1796)
- 9 januari: Paul Repond, psychiater (geb. 1919)
- 13 februari: Rudolf Hanhart, pedagoog en geestelijke (geb. 1780)
- 1 maart: Johann Konrad Zeller, kunstschilder (geb. 1807)
- 9 maart: Thomas Bornhauser, geestelijke en publicist (geb. 1799)
- 18 april: David Vonwiller, koopman en industrieel (geb. 1794)
- 23 april: Auguste Verdeil, arts, historicus en politicus (geb. 1793)
- 21 mei: Johann Georg Anderegg, industrieel en politicus (geb. 1792)
- 21 juli: Udalrich Schaufelbühl, arts en politicus (geb. 1789)
- 19 augustus: Anna Maria Rüttimann-Meyer von Schauensee, edeldame (geb. 1772)
- 19 september: Johann Baptista Bavier, bankier en politicus (geb. 1795)
- 8 oktober: Johann Jakob Speiser, koopman, bankier en politicus (geb. 1813)
- 21 oktober: Frédéric-Alexandre de Chambrier, politicus (geb. 1785)
- 24 november: Jeanne Henriette Rath, kunstschilderes en mecenas (geb. 1773)
- 7 december: Johann Samuel Friedrich Pagenstecher, apotheker (geb. 1783)
- 31 december: Joseph Wicky, politicus en militair (geb. 1788)